# ウェーバー (企業)

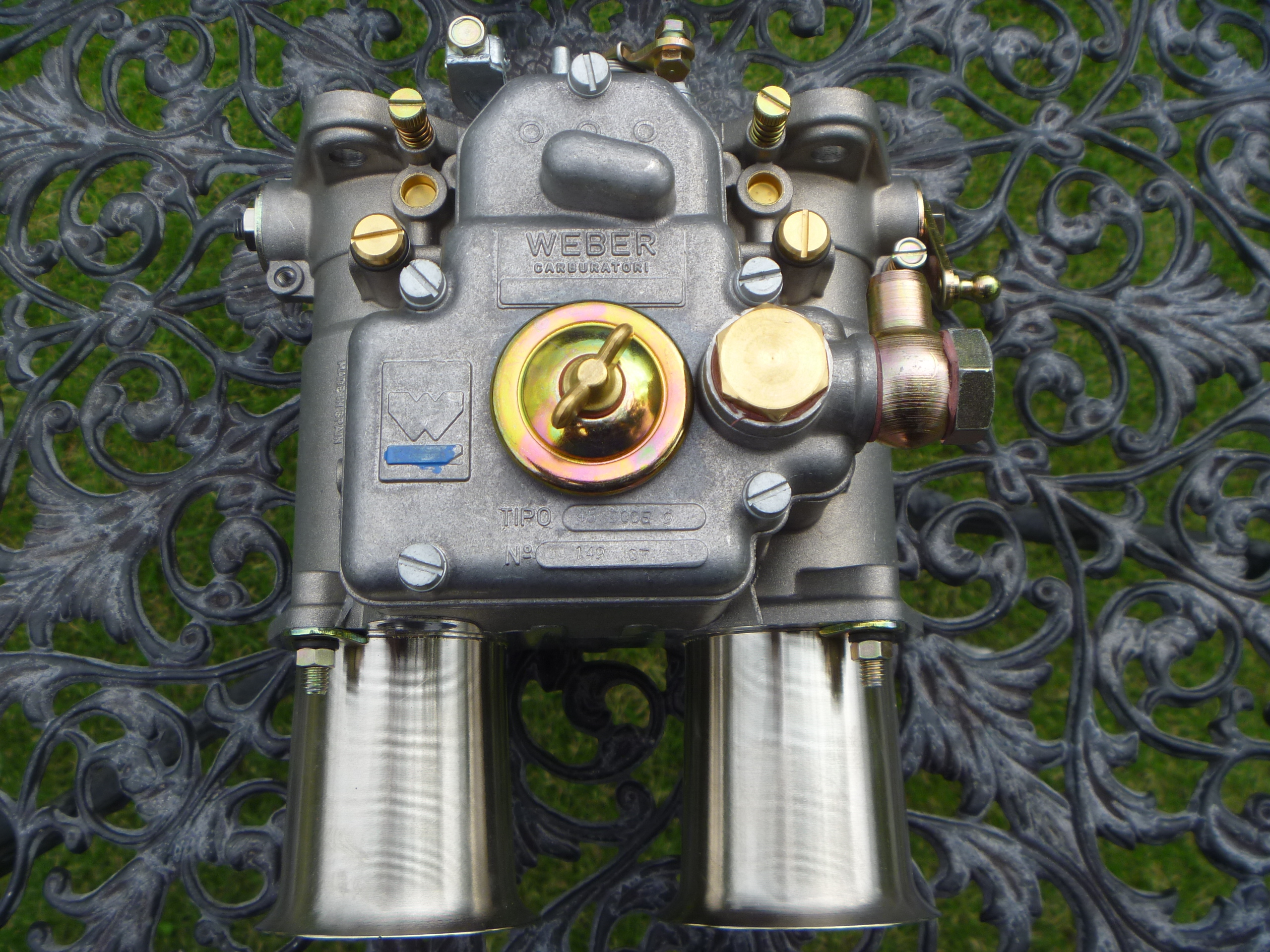
ウェーバー・キャブレター(45DCOE9型)

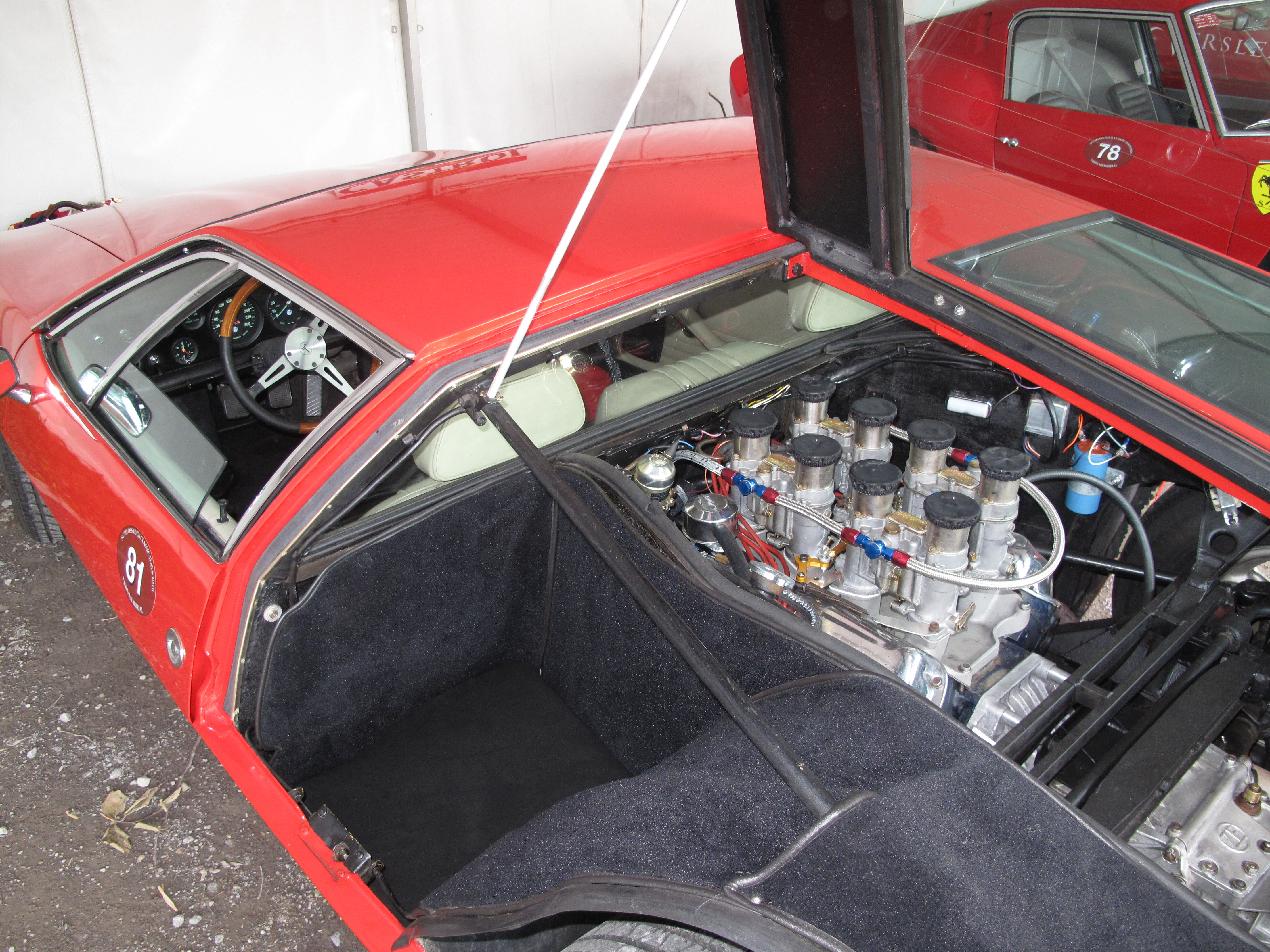
デ・トマソ・マングスタの4連ウェーバー(48IDA型)

ウェーバー（伊: Weber）は、イタリアの自動車部品メーカー。主にキャブレターを製造していた。
現在はフィアットグループの一員であるマニエッティ・マレリの傘下にあり、スペインで製造を続けている。
主力はキャブレターであるが、エンジンコントロールユニットやスロットルボディなども製造している。

## 社史

### エドアルド

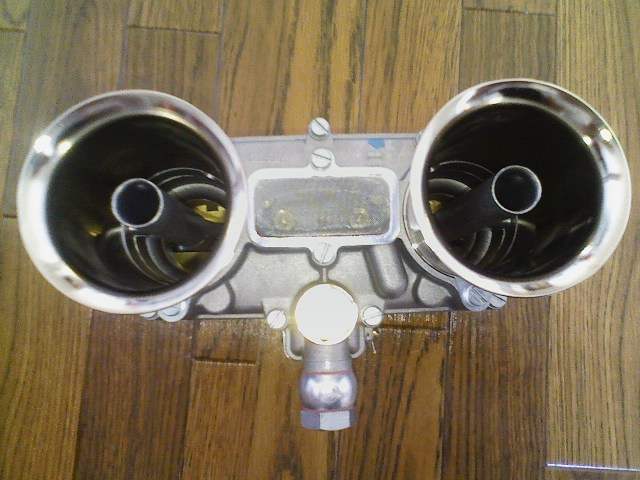
大小のベンチュリが見える

1889年、エドアルド・ウェーバーはスイス人の父とイタリア人の母のもと、イタリア・トリノに生まれた。トリノ大学で機械工学を学び、フィアットで働く為にボローニャに移り住んだ。この頃、後にゴルディーニを興したアメディ・ゴルディーニを指導している。
1920年頃、自らレースに使用していたフィアット501の燃費改善の為、オリジナルのキャブレターを作った。

### 設立
1923年、エドアルドはボローニャにFabbrica Italiana Carburatori Weberを設立。当初はフィアット車用のキャブレターを砂型鋳造法で製造していた。30年代に入ると、ツインバレル（双胴）型キャブレターを開発、大小のベンチュリを組み合わせて高性能化した。これらはマセラティやアルファロメオのレーシングカーに採用され、ウェーバーの名は一躍知られるようになる。

### フィアット傘下へ
1945年にエドアルドが死去、1952年にはフィアットに経営を委ねる。それまではレーシングカー用の製品が目立っていたが、50年代からは前述の3メーカーに加え、アストンマーティン、BMW、フェラーリ、フォード、ランボルギーニ、ポルシェ、フォルクスワーゲン、ルノー、アバルト、ランチア、ロータスなど、市販車の純正キャブレターも製造するようになった。

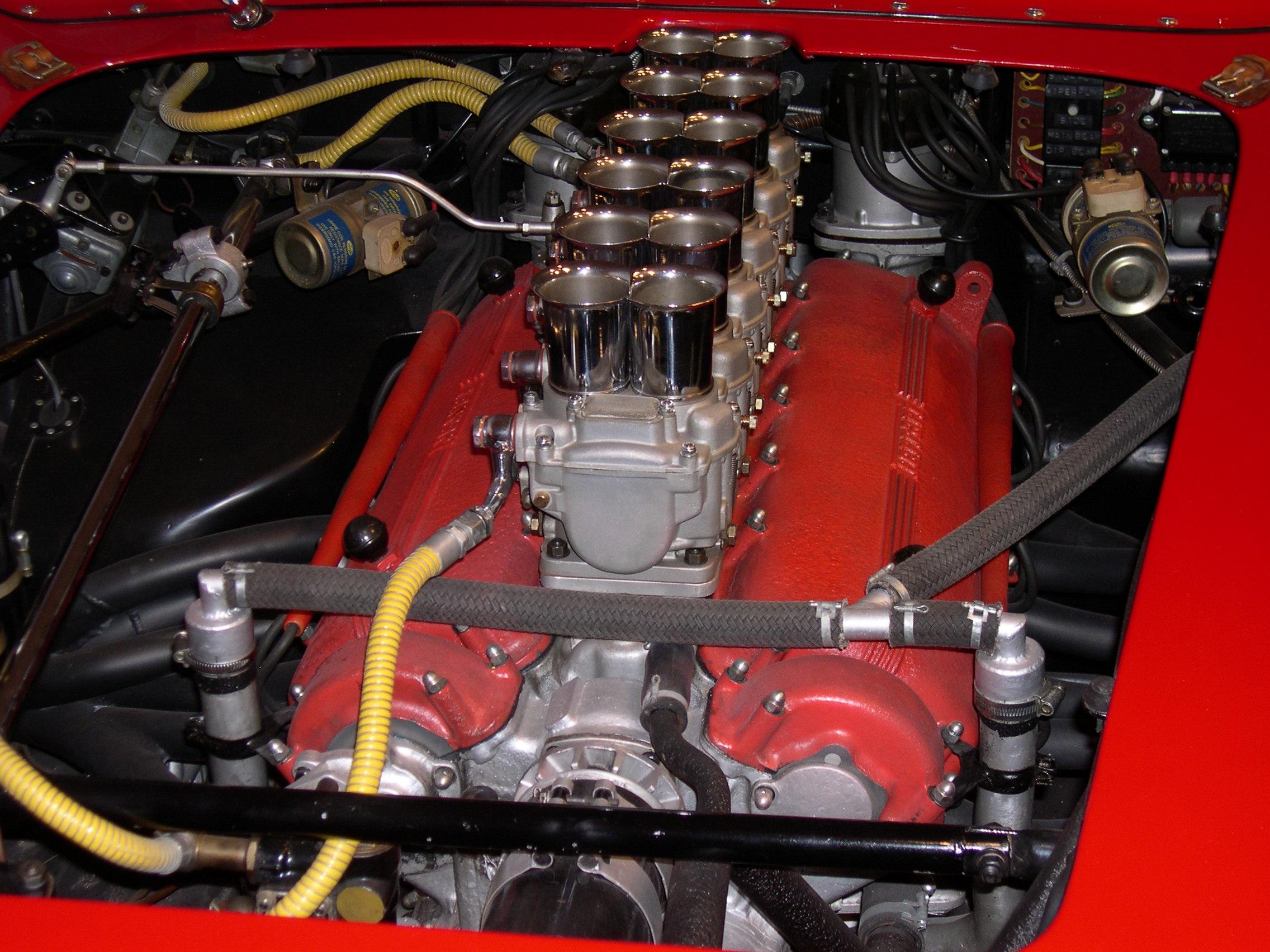
フェラーリの6連ウェーバー(38DCN型)

### 黄金期
1950-1970年代には多くの車種に採用されたが、特にフェラーリ・250GTO、ランボルギーニ・ミウラ、ポルシェ・911、フォード・GT40、ランチア・ストラトスなどの数々の歴史的な名車や、ル・マン、Can-Amなどのメジャーレースに参加した多くのレーシングカーに装着されたことがウェーバーの名声を決定づけることになる。V型8気筒エンジンには4基、V型12気筒エンジンには6基ものウェーバーが並ぶ姿は壮観であり、その盛大な吸気音と共に強いブランドイメージを作り上げた。
また、空冷フォルクスワーゲン、ミニ、フォード・エスコートなどの大衆車の改造にも広く人気を博した。これらの車種の場合、純正キャブレターからIDA型やDCOE型といった高性能な大口径キャブレターに交換することが常套手段であった。
しかし、1970年代後半には燃料噴射装置(EFI)が台頭し、急速に需要を減らすことになる。

### スペインへの移転

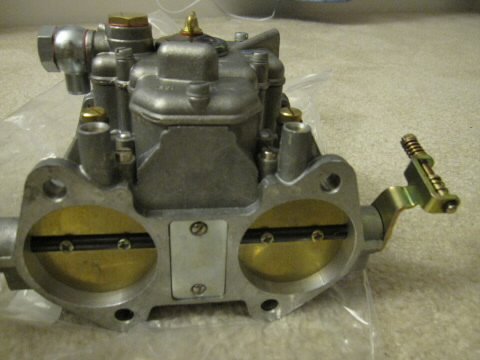
DCO/SP型、チョーク機構がなくDCOE型よりすっきりしている

1950年、スペインのBressel SAに製造ライセンスを提供。1972年、グアダラハラ工場にて製造が始まり、増加するニーズに対応した。1984年、Bressel SAをウェーバー・エスパーニャSAに改称。1988年、マニエッティ・マレリの傘下に納まる。1992年、イタリアでのキャブレター製造を終了（スロットルボディなどの製造は継続）。1993年、グアダラハラ工場でソレックス製キャブレターの製造も開始、欧州における約80%のキャブレター製造がここに集約された。2005年、ＬＣＮメカニカがグアダラハラ工場を買収、ウェーバーの商標利用についてマニエッティ・マレリとの間で合意が成された。その後も現在に至るまで全モデルの製造が行われている。
ボローニャから移転した当初、品質の低下や供給の不安定さから悪評が立つこともあったが、ＬＣＮメカニカによる改善が進むにつれて評判が好転した。日本では今でもイタリア製ウェーバーが重宝される傾向があるが、中古のキャブレターには経年劣化がつきものであり、また振動や熱で亀裂や歪みが生じることも多いため、スペイン製の新品ウェーバーの人気が高まっている。
スペインで製造が開始されたDCO/SP型は長く主流だったDCOE型のマイナーチェンジモデルで、フロートの材質が真鍮からプラスチックに変更され、チョーク機構が廃止されるなどの改良が施されている。

### 現在まで
電子制御によるEFIが主流になった現在、ウェーバー製キャブレターの活躍の場はかなり限定される。80年代以降の車両に装着されることは少ない。
ただし、過去のブランドイメージは強く残っており、高性能キャブレターの定番としての需要は続いている。特に海外のキットカーユーザーや古いイタリア車、英国車、空冷VWファンの間では交換用部品として人気が高い。
現在も人気のある高性能モデルのほとんどは、エドアルドが基本的な設計をしたものである。

## 日本市場
日本市場においてはミクニがノックダウン生産していたソレックスに次ぐ存在だったが、ソレックスPHH型(40/44/50)とウェーバーDCOE型(40/45/48/50)はスロットル径が近いこともあって常に比較対象になっていた。部品の供給や価格などで国産の優位性があったソレックスほどではないが、日産・L型エンジン、A型エンジンなどの競技用、改造用に盛んに装着され、ターボ化される前のマツダ・ロータリーエンジンの改造には48IDA型が定番であった。トヨタ・AE86のN2クラス競技では48DCOE型が主に使用された。またプリンス・スカイライン2000GTは40DCOE-18型を標準搭載（GT-B（S54B型）に三連装）していた。ちなみにGT-A(S54A型)には一般的な日気製であった。
以前はFET極東がキャブレターの輸入販売を行っていたが、現在は取り扱いをやめている。

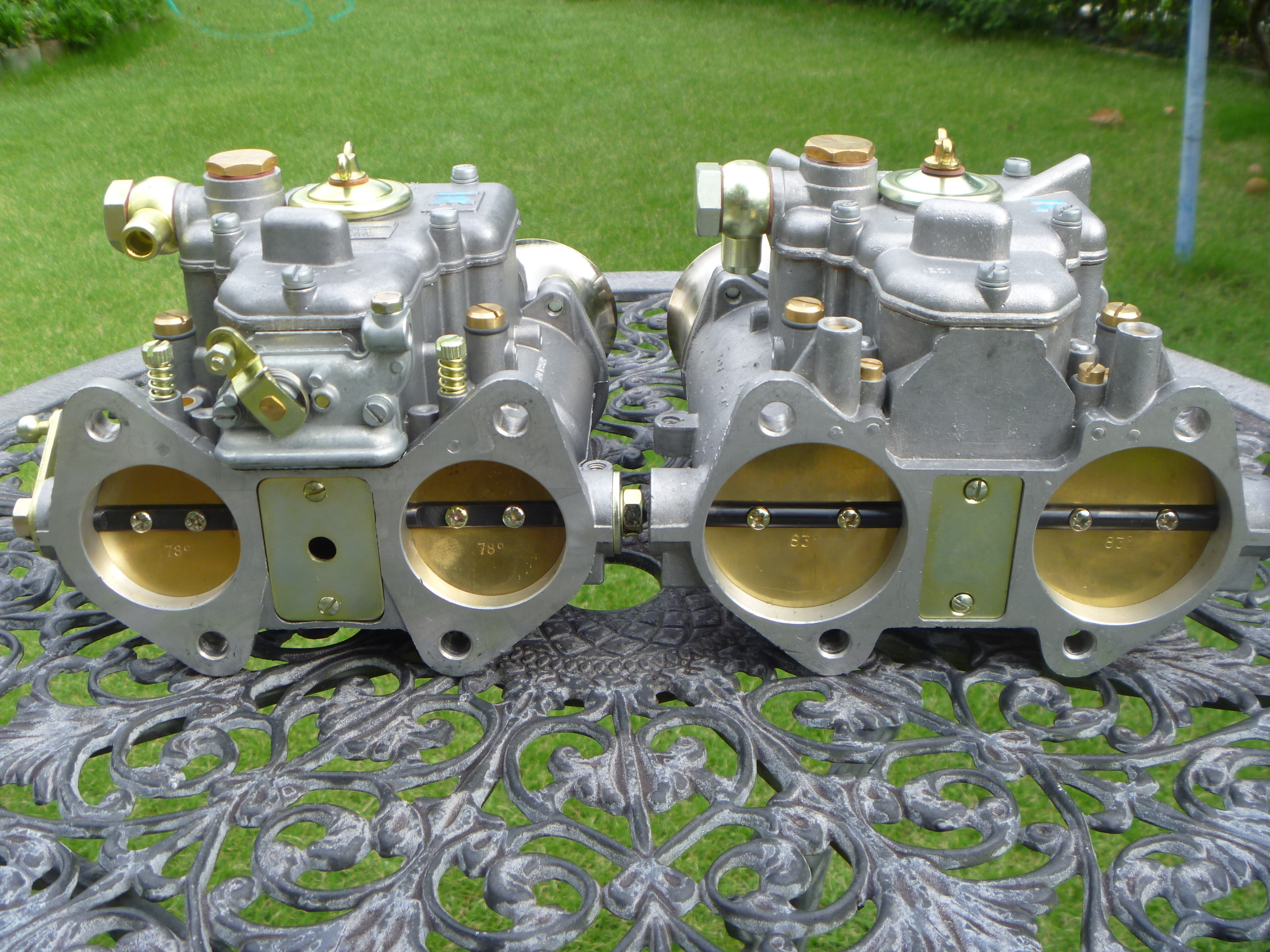
45DCOE9型と55DCO/SP型の比較、スロットル径が大きく異なる

## 各キャブレターについて
- DCOE型、DCO/SP型、IDA型などのハイエンドモデルは、ソレックスやデロルトなどのライバルモデルと比較して、より細かいセッティングが可能になっている。特にソレックスよりもアイドルジェット、インテークディスチャージバルブやエマルジョンチューブなどの種類が多く、ある程度の知識がないとセッティングに時間がかかる。また、一部のジェットはデロルトとは共用しているが、ソレックスと共用できる部品はほとんどない。

- 50DCO型は1931年に開発され、後に50DCOE型にモデルチェンジ、スペイン移転後に50DCO/SP型に進化した。デザインや鋳造手法、ベアリングなどの細部を改良しつつ、基本設計を変えることなく80年間近くも製造が続いている。60年代には58DCO型という大口径モデルまで発展し、クーパー・クライマックスのF1マシンやコルベット・グランスポーツなどに装着されたが、現在は55DCO/SP型が最大サイズである。

- 製造期間が長いDCOE型には多くのバリエーションが存在する。例として45DCOE型にはシリーズ9、14、14/18、15/16、17、38/39、62/63、68/69、152などがあり、ポンプ機構のピストンストロークやフロートレベルなどが細かく異なる[2]。シリーズ152はDCO/SP型と同様のツノつきと呼ばれるカバーに変更され、それ以前のシリーズ9までは未対策型と呼ばれる。この対策とは排ガス規制やターボへの対策を示す。

- DCO/SP型は48、50、55ともに本体、口径、ベンチュリは共通し、スロットル径のみが異なる。

- ポルシェの水平対向6気筒エンジンには40IDA3型、46IDA3型というトリプルバレルのモデルが用意されていた。これはマツダの3ローターエンジンにも応用されたが、既に製造中止になっている。

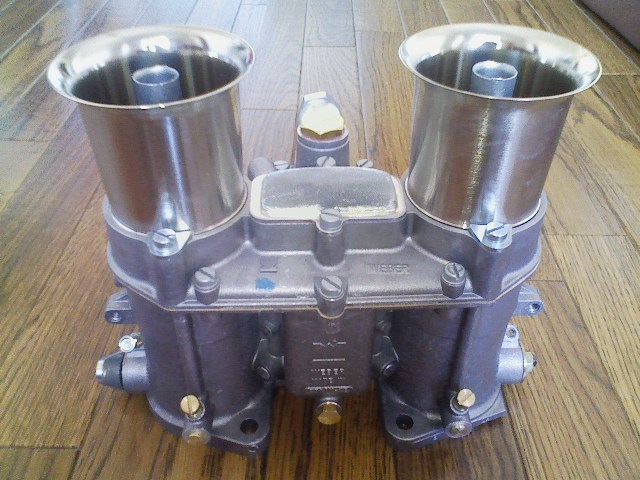
48IDA型

- 48IDA型はスロットルバルブ径を拡大する改造がユーザーによってしばしば行われたが、それなりの加工費用がかかる上、限界サイズも51.5mm程度。その為、大径サイズのIDA型アフターマーケットモデルが数社から発売された。これらは外見や内部構造はIDA型をコピーし、各セッティングパーツはウェーバー純正品を使用するが、スロットル径以外にもいくつかの改良が加えられている[3]。

- 48IDA型はサイドドラフトのDCOE型やダウンドラフトのIDF型などよりもフロート室容量が小さいので、高出力エンジンに装着した場合に油面の影響を受けやすかったり、燃料不足に陥ったりする不利がある。ニードルバルブの交換でも不十分な場合は、最終手段として箱型のアルミを溶接しフロート室の容量を増やす改造が行われた。ただし、溶接時の熱による歪みが発生しやすく、フロート室容量の大きなアフターマーケットモデルの開発に繋がる要因の一つとなった。

- IDF型には中国製のノックダウン生産モデルも存在する。

- DCOE型などによく見られるEWというロゴはエドアルド・ウェーバーのイニシャルを基にしている。

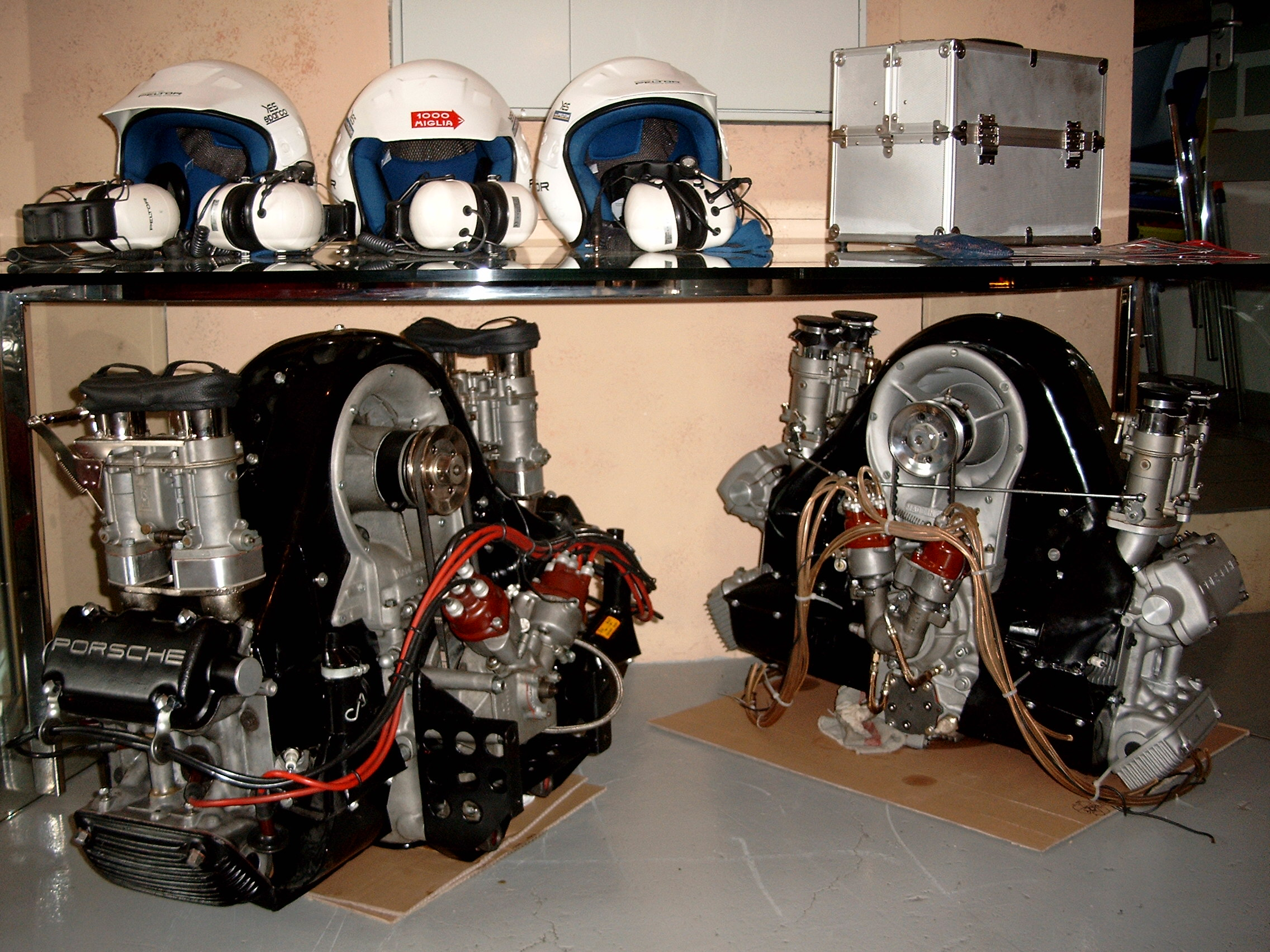
ポルシェのエンジンに装着されたIDA型

### モデル名の由来
数字はスロットル径を示し、アルファベットはイタリア語でキャブレターの特徴を説明している。
- DCO … "doppio corpo"(双胴)、"orizzontale"(ホリゾンタル)の略
- DCOE … DCOに加え、"E"がダイカストを示す
- V … 縦型の(ダウンドラフト)、もしくはパワーバルブ付きの
- I … 逆さまの(ダウンドラフト)
- F … フォードかフェラーリ用

## セッティングパーツ
モデルによって特性やパーツのバリエーションが様々であるが、ここでは人気の高いDCOE、DCO/SP、IDA、IDF型についての説明とする。仕組みについてはキャブレターを参照のこと。

### アイドルジェット
アイドリング時及び3,000rpm前後までの低回転時の混合気供給の役割がある。2桁の数字が燃料の量を、Fナンバーが空気の量を表す。20種類以上存在するが、一般的には空気穴の小さい順からF6、F12、F9、F8、F11、F13、F2、F4、F5、F7、F1、F3の12種類が使用される。IDA型ではF10を使用し、IDF型はDCNF型と共通の形状になる。いずれもアイドルジェットホルダーに差し込んで使用。スロージェットとも呼ばれる。

### エアジェット
エマルジョンチューブの上部につき、メインジェットとともに低中速から高速走行時までの広いレンジにおける混合気供給を担う。70-290までのサイズがあり、数字が大きいほど多くの空気を計量する。エアコレクタージェットとも呼ばれる。

### メインジェット
エマルジョンチューブの下部につき、エアジェットと共に低中速から高速走行時までの広いレンジにおける混合気供給を担う。
80-290までのサイズがあり、数字が大きいほど多くの燃料を計量する。

### エマルジョンチューブ
上部にエアジェット、下部にメインジェットがつく。それぞれのジェットで計量された空気と燃料を混合、微粒化する。側部の穴の配置、数、大きさ等によって特性が異なる。20種類近く存在するが、一般的にはF7、F9、F11、F16などが純正で装着されている。F2、F3、F4、F7、F17は高性能エンジン向き。ソレックスのジェットブロックに相当するパーツである。

### ポンプジェット
スロットルを急激に開いた時に作動し、不足する燃料を補う役目を持つ。30-100までのサイズがある。DCOE型とDCO/SP型は共通するが、IDA型とIDF型はそれぞれ形状が異なる。仕組みについての詳細は加速ポンプを参照のこと。

## 主要製品

### キャブレター
現在も入手可能な主要モデルの一覧。
()内の数値はスロットル径(mm)を表す。
- ダウンドラフトタイプ
  - IMB (26,28)
  - DAT (34)
  - DCHD (34)
  - ICH (34)
  - ICT (34)
  - DFEV (32/36)
  - DGEV (32/36)
  - DGV (32/36)
  - DCD (36)
  - DGAS (38)
  - DGES (38)
  - DGMS (38)
  - IDF (40,44,48)
  - IDA (48)

- サイドドラフト(ホリゾンタル)タイプ
  - DCOE-151 (40)
  - DCOE-9 (45)
  - DCOE-152 (45)
  - DCOW (45,47)
  - DCO/SP (48,50,55)

### EFI用
- エンジンコントロールユニット
  - ALPHA PLUS E.C.U
- スロットルボディ
  - 40mm
  - 45mm
  - 48mm
  - 50mm